# City pop
A City pop (シティーポップ; Hepburn: shitī poppu) egy lazán meghatározott alműfaja a popzenének, ami az 1970-es évekbeli Japánból ered. 
Eredetileg Japánnak a Nyugat által ihletett "new music" alműfajának tekintették, de később az ország kezdődő gazdasági fellendülésével kapcsolatos stílusoknak széles választékát tartalmazta, mint az AOR, soft rock, R&B, funk, boogie, fúziós jazz, Hawaii és Okinavai zene. A műfaj kimagasló népszerűsége az 1980-as években volt, mielőtt elveszett volna a mainstream tetszetőssége. Viszont a 2010-es évek óta, a city pop világszerte ismertté vált, és sokan követik, és a sample-ken alapuló mikro-műfajoknak mint a vaporwave és future funk alapkövévé vált.

## Definiciók
A "City pop" definíciói változtak, és sok a műfajjal megcímkézett művész olyan stílusokkal játszik, amelyek jelentősen különböznek egymástól. Aoki Rjótaró, a The Japan Times írója szerint:

„A kifejezést eredetileg a 70-es és 80-as években felmerülő Nyugat által ihletett „New music” utódjának leírására használták. A „City pop” a Sugar Babe és Ótaki Eiicsihez hasonló művészekre utal, akik elődeik jellegzetes japános stílusát lecserélték 
 a jazz és az R&B stílusára, hogy amolyan "városias" stílusa legyen a daljaiknak... A kifejezés azóta kikopott a zenei lexikonból. ... Olyan homályos és átfogó kifejezés mellett, mint a City pop, természetes, hogy senki sem ért egyet abban, hogy a címke valójában mit jelent.”

A Japán Archívum sorozat vezetője, Kitazava Jószuke szerint „a stílusra vagy egy adott műfajra nem vonatkoztak korlátozások, amelyeket közölni akartunk. Csak azt, hogy a városi emberek által készített zene volt, a városi emberek számára.” Kitazava két különálló stílust azonosított, amelyek példázták a városi pop-ot: A trópusi, kényelmes, és a dübörgő szőnyegvágó.
A Wax Poetics Ed Mottája szerint a City Pop valóban AOR és soft rock, de némi funk és boogie is. Mert amikor a funkosabb City Pop dallamokat hallod, nemcsak az ihletést hallod, hanem bizonyos részeket egyenesen másik csoportoktól másoltak, mint a Skyy, a BB&Q Band, valamint azoktól a tipikus amerikai boogie és funk csoportoktól. Az Electronic Beats írója a City pop-ot Japánnak „a szintetikus popra és diszkóra adott válaszaként” jellemezte.

## Zenei eredetek
Zenei szempontból a City pop viszonylag fejlett dalszerzési és rendezési technikákat alkalmaz – például a nagy szeptim és csökkentett akkordok -, amelyek közvetlenül a korszak amerikai soft rockból származnak (olyan zenekarok, mint Steely Dan és a Doobie Brothers). Ed Motta az 1970-es évek közepére teszi a városi pop-ot Hoszono Haruomi és Jamasita Tacuró munkájával. A Vice Rob Arcandja ugyanúgy jóváhagyta Hoszonót, mint „kulcsfontosságú befolyást” a City pop-ra. Az 1970-es évek közepén Hoszono megalapította a Tin Pan Alley együttest, amely ötvözi a déli R&B-t, az északi soul és a jazz fúziót a hawaii és az okinavai trópusi kultúrával. Márpedig a Fact magazin Mikey IQ Jones-a szerint, ez vezetett a zenei stílushoz, ami City popnak lett nevezve.
A műfaj szorosan kapcsolódott az 1970-es és 1980-as évek japán technológiai újításaihoz. A City popot befolyásoló japán technológiák egyike a Walkman, a beépített kazettalejátszóval és FM-rádióval felszerelt autók, valamint különféle elektronikus hangszerek, például a Casio CZ–101 és a Yamaha CS–80 szintetizátorok és a Roland TR–808 dobgép. Blistein szerint az elektronikus eszközök és kütyük „megengedték a zenészeknek hogy a fejükben aktualizálják a hangokat”, és kazettás magnók „lehetővé tették, hogy a rajongók kazettákra rögzítsenek albumokat”. Blistein szerint: "A pop, disco, funk, R&B, boogie, fúziós jazz, a latin, a karibi és a polinéz zene műfajának erőteljes összeolvadása a műfajat elválaszthatatlanul összekapcsolta egy tech-alapú gazdasági buborékkal és az általa létrehozott gazdag új szabadidő-osztályjal." 

## Népszerűség
A City pop különálló regionális műfajjá vált, amelynek népszerűsége az 1980-as években tetőzött. A Vice magazin szerint a műfaj legnépszerűbb szereplői olyan zeneszerzők és producerek, aki önmaguktól tehetségesek voltak, mint Jamasita Tacuró és Kadomacu Tosiki, akik összetett hangszereket és dalszerzési technikákat építettek be slágereikbe, és a virágzó gazdaság szintén megkönnyítette számukra a finanszírozás megszerzését. A műfaj kezdeti népszerűsége csökkent, amikor a japán gazdasági buborék 1990-ben kipukkadt. Zenejellemzőit (kivéve a "kulturális hátterét") az 1990-es évek Sibuja-kei zenészei örökölték, mint például a Pizzicato Five és a Flipper’s Guitar.
A 2010-es években, A City pop újból népszerű lett, a veterán művészekkel, mint Jamasita Tacuró és Takeucsi Marija világszerte ismertté vált, és sokan követik, és a sample-ken alapuló mikro-műfajoknak mint a vaporwave és future funk alapkövévé vált.

## Fordítás
- Ez a szócikk részben vagy egészben  a   City pop című angol Wikipédia-szócikk ezen változatának fordításán alapul.  Az eredeti cikk szerkesztőit annak laptörténete sorolja fel. Ez a jelzés csupán a megfogalmazás eredetét és a szerzői jogokat jelzi, nem szolgál a cikkben szereplő információk forrásmegjelöléseként.